# Општина Падурени
Општина Падурени (рум. Pădureni) је сеоска општина и насеље у округу Тимиш у западној Румунији. Општина се налази на магистралном путу Београд - Темишвар.

## Природни услови
Општина Падурени се налази у источном, румунском Банату. Општина је равничарског карактера.

## Становништво и насеља
Општина Жебел имала је према последњем попису из 2002. 1.623 становника, од чега Румуни чине око 90%, а остатак су махом Роми.
Општина се састоји из једног насеља:
- Падурени — седиште општине